# Claridge’s
Claridge’s – zabytkowy hotel w Londynie usytuowany na rogu ulic Brook Street i Davies Street w dzielnicy Mayfair w gminie City of Westminster. Claridge’s jest luksusowym hotelem o wysokiej renomie, ze względu na korzystanie z jego usług przez członków rodziny królewskiej i znane osobistości. Obecnie Claridge’s Hotel jest własnością Maybourne Hotel Group, która również zarządza londyńskimi hotelami: The Berkeley i The Connaught.

## Historia
Hotel został otwarty w 1812 roku jako Mivart’s Hotel w londyńskiej kamienicy. Z czasem  na potrzeby hotelu zostały zaadaptowane sąsiednie kamienice. W 1854 roku założyciel hotelu sprzedał hotel państwu Claridges, którzy byli właścicielami małego pobliskiego hotelu. Połączyli obie firmy i po szyldem Claridge’s hotel funkcjonuje do dziś.
Hotel zyskał reputację w 1860 roku, gdy w hotelu, na zaproszenie królowej Wiktorii, przebywała cesarzowa Eugenia wraz z osobami towarzyszącymi. Powiązania hotelu z rodziną królewską są potwierdzone anegdotycznym określeniem, że jest on „aneksem do Pałacu Buckingham”.
W wydaniu z 1878 r. bedeker nazwał Claridge’s „pierwszym hotelem w Londynie”.
W latach 1894–1898 na miejscu starych kamienic postawiono nowy budynek hotelu w obecnym kształcie. W nowym budynku zainstalowano windy, a do wszystkich pokoi dobudowano łazienki. Hotel miał 203 pokoje i apartamenty.
W czasie II wojny światowej hotel był siedzibą rządu Królestwa Jugosławii na uchodźstwie. W hotelu mieszkał król Piotr II wraz z rodziną.
W roku 1945, po przegranych wyborach, w hotelu przez pewien czas mieszkał Winston Churchill.
W 1987 gościem hotelu był król Maroka Hassan II. Na jego polecenie w hotelu zorganizowano bankiet, na którym był obecny książę Karol wraz z małżonką księżną Dianą. 
Z usług hotelu korzystali tacy aktorzy, reżyserzy i artyści jak: Cary Grant, Audrey Hepburn, Alfred Hitchcock, Brad Pitt, Joan Collins, Mick Jagger, grupa rockowa U2 i Whitney Houston.

## Galeria

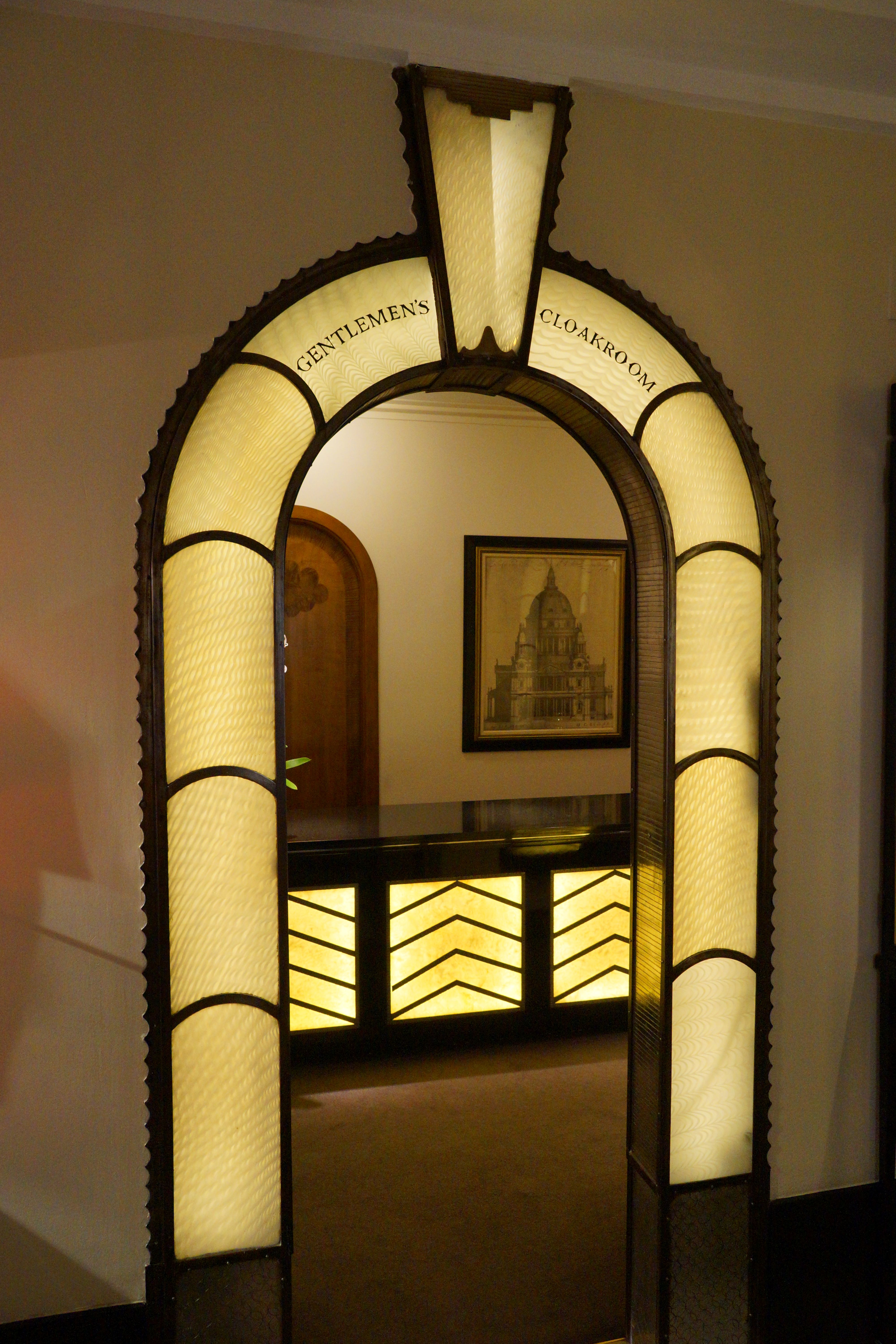
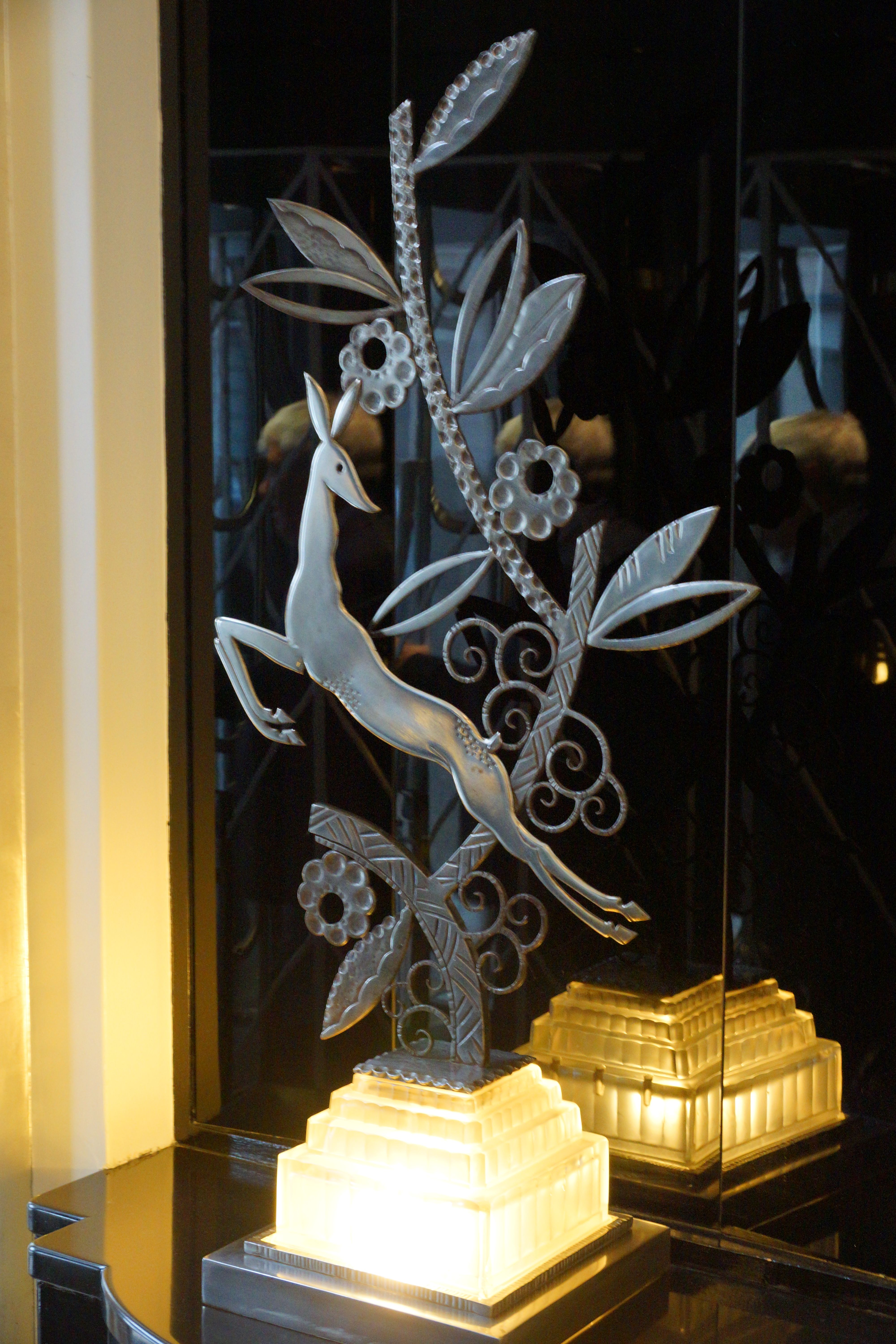
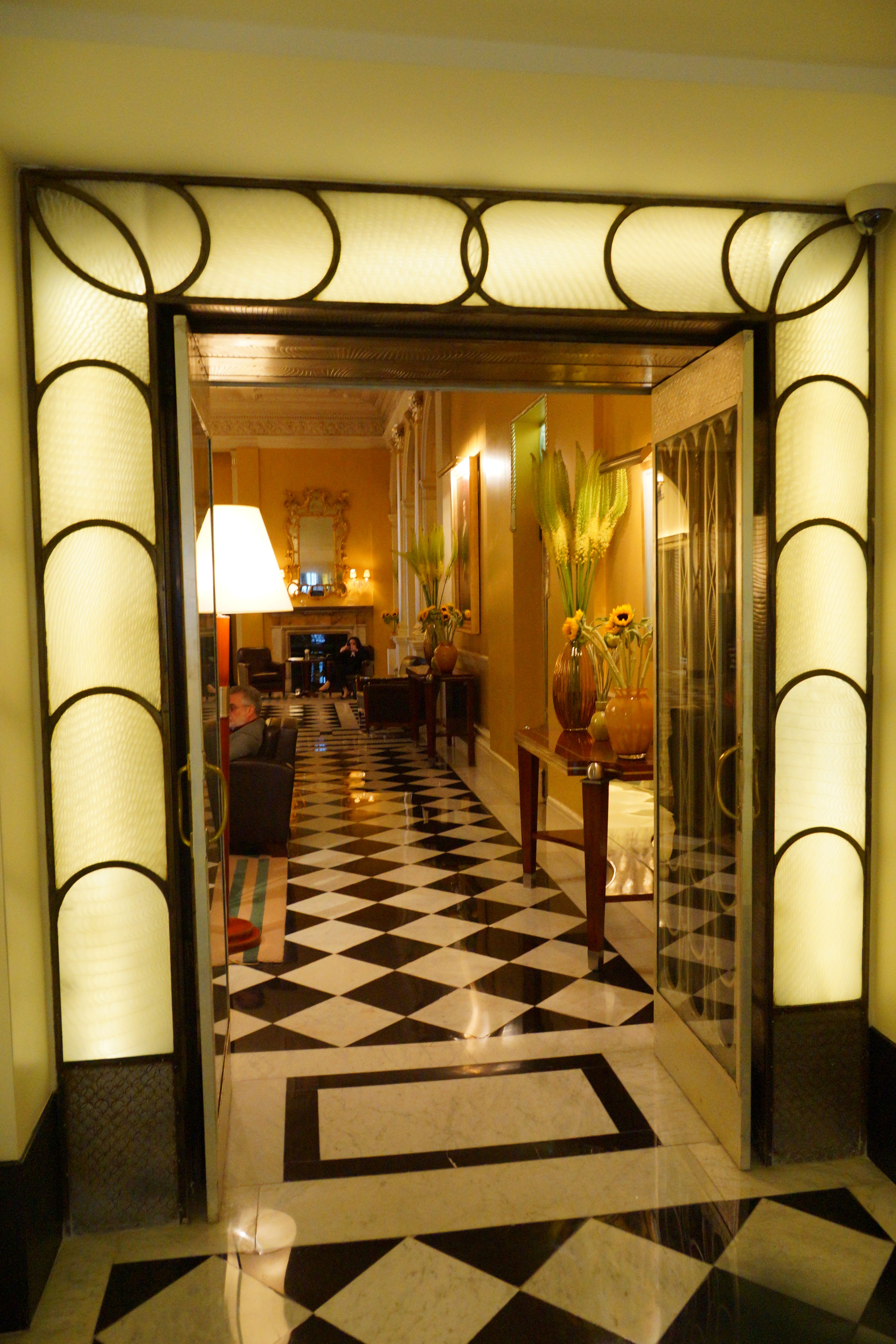